# The Eye of the Beholder
"The Eye of the Beholder" és el quinzè episodi de la primera temporada de la sèrie de televisió animada de ciència-ficció estatunidenca Star Trek. Es va emetre per primera vegada a la programació de l'NBC dissabte al matí el 5 de gener de 1974, i va ser escrit per David P. Harmon. Harmon també va treballar a la sèrie original Star Trek, escrivint l'episodi "Els anys mortals" i coescrivint "Un tros del pastís" amb Gene L. Coon.
En aquest episodi, mentre investigava la desaparició d'una nau estel·lar de la Federació, la tripulació de comandament Enterprise queda empresonada com a part d'una exposició en un zoològic alienígena.

## Argument
L'USS Enterprise investiga la desaparició d'un equip científic prop de Lactra VII. La nau Ariel es troba allà, abandonada, i el seu capità l'han transportat a la superfície del planeta.
La tripulació de l' Enterprise s'enfronta per descobrir una sèrie d'entorns inusuals i és capturada pels lactrans, grans éssers amb capacitat intel·lectual molt més enllà de les seves pròpies. L'oficial científic Spock percep que són telepàtics però que es comuniquen a una velocitat massa ràpida per comprendre-ho. L'equip està instal·lat en una col·lecció de zoològic amb els membres de la tripulació supervivents de l' Ariel, un dels quals està mortalment malalt. El director mèdic de l' Enterprise Leonard McCoy determina que podria curar-la si tingués el seu kit mèdic, que ha estat confiscat juntament amb els seus fasers i comunicadors. Després que la tripulació "Ariel" li informi que els lactrans intenten satisfer les necessitats dels seus captius en resposta a les impressions que recullen en els seus pensaments, el Capità Kirk  dirigeix tothom a centrar-se en la imatge mental del kit mèdic de McCoy. Els lactrans els donen el kit i McCoy tracta el seu company.
Kirk suggereix centrar-se de manera similar en un comunicador com a objecte que necessiten directament. Un jove lactrà respon, i Kirk crida l' Enterprise perquè el transporti. El jove agafa el comunicador i és enviat a bord del vaixell al seu lloc. Els lactrans adults, molestos perquè el seu fill ha desaparegut, centren la seva energia telepàtica en Kirk, buscant una explicació. A causa de la velocitat dels seus pensaments, corre el risc de destruir la ment d'en Kirk, de manera que els altres oficials de la Flota Estel·lar projecten una barrera mental per protegir en Kirk.
A bord de l'Enterprise, els joves sondegen la ment de l'enginyer en cap Scott i processen tot el sistema de biblioteques de la nau. Procedeix a treure l' Enterprise galopant fora de l'òrbita. El noi es remet amb Scotty. El jove comunica el que ha après, i els adults decideixen que, tot i que encara són primitius, els humans i vulcanians estan en procés d'evolució cap a un ordre superior, i són alliberats amb un missatge que seran benvinguts en uns quants segles.

## Càsting
- A més del seu personatge habitual d'enginyer en cap Montgomery Scott, l'actor James Doohan també dóna veu al patró d' Ariel, el tinent cap. Tom Markel. Majel Barrett només proporciona les veus de l'oficial de comunicacions de l' Enterprise, el tinent M'Ress i el biòleg de l' Ariel Randi Bryce.
- Encara que se'ls dóna crèdit a la pantalla, George Takei i Nichelle Nichols no formen part d'aquest episodi.

## Recepció
Michelle Erica Green escrivint a TrekToday va dir que se sentia "redundant, amb una trama manllevada de 'El zoo'). Tot i que va reconèixer que era un "episodi visualment entretingut", Green va qualificar la "trama i la caracterització... un embolic", però va qualificar que "aquests dibuixos animats per a nens tenen una mica de moral o missatge al final", que era que assenyala que les diferents intel·ligències funcionen de diferents maneres i el respecte mutu és preferible a la condescendència"
Jamahl Epsicokhan a Jammer's Reviews va donar dues de quatre estrelles a l'episodi que, segons ell, té un "cert atractiu" sobre "com es desenvolupa lentament el misteri". Encara que per a Epsicokhan, "les coses s'emboliquen i l'espectacle s'esfondra" perquè els anomenats extraterrestres telepàtics d'alguna manera "no s'adonen que [estan] afectant negativament la vida sensible?" A més, la va anomenar una "comèdia d'errors" quan el "nen alienígena és transportat a bord de l'"Enterprise"" i Scotty "inexplicablement porta la cosa al pont, on [agafa] el control de la nau", que va descriure. com a "realment ximple i mal posat en escena".

## Novel·lització
La novel·lització d'Alan Dean Foster d'aquesta història (Star Trek Log Eight), modifica lleugerament el final posant una condició a l'alliberament de Kirk i els altres, és a dir, que a canvi, el "Enterprise" ajudarà els lactrans a localitzar una altra raça alienígena que havien conegut fa temps. En aquest cas, dos lactrans adults i el seu fill (que s'ha fet amic de Scotty) pujaran a bord per al viatge. Això passa a la segona meitat de la novel·la.